# Италија на Европском првенству у атлетици у дворани 1974.
Италија је учествовала на 5. Европском првенству у дворани 1974 одржаном у дворани Скандинавијум у Гетеборгу, (Шведска), 9. и 10. марта 1974.  Репрезентацију Италије у њеном четвртом учешћу на европским првенствима у дворани представљао је 11 спортиста (7 мушкраца и 4 жене) који су се такмичили у 8 дисциплина: 5 мушких и 3 женске.
На овом првенству Италија није освојила ниједну медаљу,нити је оборен неки национални рекор. Тројица атлетичара оборили су личне рекорде.
У табели успешности према броју и пласману такмичара који су учествовали у финалним такмичењима (првих 8 такмичара) Италија је са 3 учесника у финалу освојила  16. место са 9 бодоваа, од 22 земље које су имале представнике у финалу,  односно само Аустрија, Ирска и Луксембург нису имали нијеног финалисту.
| Плас. | Земља   | 1. место | 2. место | 3. место | 4. место | 5. место | 6. место | 7. место | 8. место | Бр. финал. - Бод. |
| ----- | ------- | -------- | -------- | -------- | -------- | -------- | -------- | -------- | -------- | ----------------- |
| 16.   | Италија | −        | −        | −        | −        | 2 − 4    | −        | −        | 1 − 1    | 3 − 9             |

## Учесници
| Бр. | Дисциплина   | Мушкарци                       | Жене                          | Укупно |
| --- | ------------ | ------------------------------ | ----------------------------- | ------ |
| 1.  | 800 м        | Виторио Фонтанела              |                               | 1      |
| 2.  | 3.000 м      | Алдо Томазини                  |                               | 3      |
| 3.  | 60 м препоне | Ђузепе Бутари                  | Рита Ботиљери Антонела Батаља | 3      |
| 4.  | Скок увис    | Енцо дел Форно Ђордано Ферари  | Сара Симеони                  | 3      |
| 5.  | Скок мотком  | Ренато Дионизи Силвио Траквели |                               | 2      |
| 6.  | бацање кугле |                                | Чинција Петручи\|             | 1      |
|     | Укупно (6)   | 7                              | 4                             | 11     |

## Резултати

### Мушкарци
| Атлетичар         | Дисциплина   | Лични рекорд | Квалификације | Квалификације | Полуфинале | Полуфинале | Финале               | Финале       | Детаљи |
| Атлетичар         | Дисциплина   | Лични рекорд | Резултат      | Место         | Резултат   | Место      | Резултат             | Место        | Детаљи |
| ----------------- | ------------ | ------------ | ------------- | ------------- | ---------- | ---------- | -------------------- | ------------ | ------ |
| Виторио Фонтанела | 800 м        |              | 1:50,79 ЛРд   | 7. у гр. 1    |            |            | Није се квалификовао | 11 / 12      |        |
| Алдо Томазини     | 3.000 м      |              | 8:05,19       | 5. у гр. 2    |            |            | Није се квалификовао | 11. / 13     |        |
| Ђузепе Бутари     | 60 м препоне |              | 7,98          | 4. у гр. 2    |            |            | 8,01                 | 5. / 15 (16) |        |
| Енцо дел Форно    | Скок увис    |              |               |               |            |            | 2,17 ЛРд             | 5. / 23      |        |
| Ђордано Ферари    | Скок увис    |              | 2,14          | 13. / 23      |            |            |                      |              |        |
| Ренато Дионизи    | Скок мотком  | 5,40         | 5,10          | 8. / 12       |            |            |                      |              |        |
| Силвио Траквели   | Скок мотком  | 5,10         | 5,00          | 12. / 12      |            |            |                      |              |        |

### Жене
| Атлетичарка     | Дисциплина   | Лични рекорд | Квалификације | Квалификације | Полуфинале            | Полуфинале            | Финале                | Финале         | Детаљи |
| Атлетичарка     | Дисциплина   | Лични рекорд | Резултат      | Место         | Резултат              | Место                 | Резултат              | Место          | Детаљи |
| --------------- | ------------ | ------------ | ------------- | ------------- | --------------------- | --------------------- | --------------------- | -------------- | ------ |
| Рита Ботиљери   | 60 м препоне |              | 8,75          | 7. у гр 2     | Није се квалификовала | Није се квалификовала | Није се квалификовала | +16. / 18 (19) |        |
| Антонела Батаља | 60 м препоне |              | 8,82          | 5. у гр 3     | Није се квалификовала | Није се квалификовала | Није се квалификовала | 18. / 18 (19)  |        |
| Сара Симеони    | скок увис    |              |               |               |                       |                       | 1,75                  | 11. / 14       |        |
| Чинција Петручи | бацање кугле |              | 15,43         | 10. / 04      |                       |                       |                       |                |        |

## Биланс медаља Италије после 5. Европског првенства у дворани 1970—1974.
|     | ЕП     |   |   |   |   | УП   |
| 1.  | 1970.  | 0 | 0 | 0 | 0 |      |
| 2.  | 1971.  | 0 | 0 | 2 | 2 | 12.  |
| 3.  | 1972.  | 0 | 0 | 0 | 0 | =17. |
| 4.  | 1973.  | 1 | 0 | 0 | 1 | 13.  |
| 5.  | 1974.  | 0 | 0 | 0 | 0 | 16.  |
| 1-5 | Укупно | 1 | 0 | 2 | 3 | 16   |
| --- | ------ | - | - | - | - | ---- |

|                                        | ЕП                                     |                                        |                                        |                                        |                                        |                                        |
| Није било вишеструких освајача медаља. | Није било вишеструких освајача медаља. | Није било вишеструких освајача медаља. | Није било вишеструких освајача медаља. | Није било вишеструких освајача медаља. | Није било вишеструких освајача медаља. | Није било вишеструких освајача медаља. |
| -------------------------------------- | -------------------------------------- | -------------------------------------- | -------------------------------------- | -------------------------------------- | -------------------------------------- | -------------------------------------- |

## Италијански освајачи медаља после 5. Европског првенства 1970—1974.
|    | Атлетичар/ка   | м | ж | ЕП       | Дисциплина   |   |   |   |   |
| -- | -------------- | - | - | -------- | ------------ | - | - | - | - |
| 1. | Ђани дел Буоно | м |   | 1971.    | 1.500 м      |   |   |   |   |
| 2. | Серђо Лијани   | м |   | 1971.    | 60 м препоне |   |   |   | 2 |
| 3. | Ренато Дионизи | м |   | 1973.    | скок мотком  |   |   |   | 1 |
|    | Укупно         | 3 | 0 | 1970—74. |              | 1 | 0 | 2 | 3 |